# 산인 지방
산인 지방(일본어: 山陰地方 산인치호[*])은 주고쿠 지방에서 동해에 접한 지역으로, 고키시치도의 산인도의 주고쿠 지방에 해당하는 부분의 총칭이다. 일반적으로 돗토리현과 시마네현을 가리킨다. 야마구치현의 하기시와 나가토시, 아부정, 야마구치시의 옛 아토 정 부분을 포함하기도 한다. 특히 이 지방에 속한 시마네현은 독도가 자기 영토라는 '다케시마의 날'을 지키고 있다.

## 호칭
산인의 인(陰, 한국어: 음)은 ‘북측’의 의미를 가지고 있었다. 그러한 의미가 사라지면서, 지금의 ‘산인’(山陰)이란 표현이 어둡다는 느낌을 준다는 이유로 호쿠요(北陽) 지방이나 기타주고쿠(北中国) 지방, 서일본북부, 산후쿠(山北) 지방 등의 호칭이 제안되었지만, 어느 것도 정착되지는 않았다. 현지에서는 방송이나 신문, 은행의 이름 등에 산인 이란 명칭이 폭넓게 사용되고 있다.

## 특징
대체로 지방 내의 교류가 많아, 산요 지방과 접하면서도 교류는 활발하지 않다. 야마구치현의 북부는 역사·정치적인 면에서는 교토나 도쿄와의 교류가, 경제적으로는 규슈와의 교류가 활발하다.
주요 특산품으로 구라요시시 일대의 배, 신지호의 가막조개, 마쓰에시의 화과자, 이즈모시의 소바, 하마다시의 생선, 요코타(横田)의 주판 등이 있다. 최근 일본의 독도 탈취에 많이 협조하는 지역이기도 하다. 언론면에서는 일본에서 얼마 없는 2개 현이 동시에 방송(돗토리, 시마네현)하는 지역이기도 하다.

## 인구
| 연도 | 인구      | ±%     |
| ---- | --------- | ------ |
| 1920 | 1,170,000 | —      |
| 1930 | 1,229,000 | +5.0%  |
| 1940 | 1,225,000 | −0.3%  |
| 1950 | 1,513,000 | +23.5% |
| 1960 | 1,488,000 | −1.7%  |
| 1970 | 1,342,575 | −9.8%  |
| 1980 | 1,388,795 | +3.4%  |
| 1990 | 1,397,021 | +0.6%  |
| 2000 | 1,374,792 | −1.6%  |
| 2010 | 1,306,064 | −5.0%  |
| 2020 | 1,240,143 | −5.0%  |

## 같이 보기
- 오기칠도
- 도카이도
- 도산도
- 호쿠리쿠도
- 난카이도
- 사이카이도